# دیواره مرجانی بلیز
دیواره مرجانی بلیز (انگلیسی: Belize Barrier Reef) مجموعه‌ای از آب‌سنگ مرجانی در ساحل بلیز است که فاصله آن از کرانه ساحلی در شمال کشور حدود ۳۰۰ متر و در جنوب ۴۰ کیلومتر است. دیواره مرجانی بلیز یک بخش ۳۰۰ کیلومتری از مجموعه دیواره مرجانی آمریکای میانه است که طول آن ۹۰۰ کیلومتر است و از کانکون، کینتانا رو تا انتهای شمال شرقی شبه‌جزیره یوکاتان ادامه دارد و دومین مجموعه مرجانی بزرگ دنیا پس از دیواره بزرگ مرجانی استرالیا به‌شمار می‌رود.
دیواره مرجانی بلیز مهم‌ترین مقصد گردشگری این کشور برای غواصی اسکوبا و غواصی سطحی است و تقریباً نیمی از ۲۶۰۰۰۰ گردشگر بلیز را به خود جلب می‌کند. این محل برای صنعت ماهیگیری بلیز نیز از اهمیت زیادی برخوردار است.

## نگارخانه

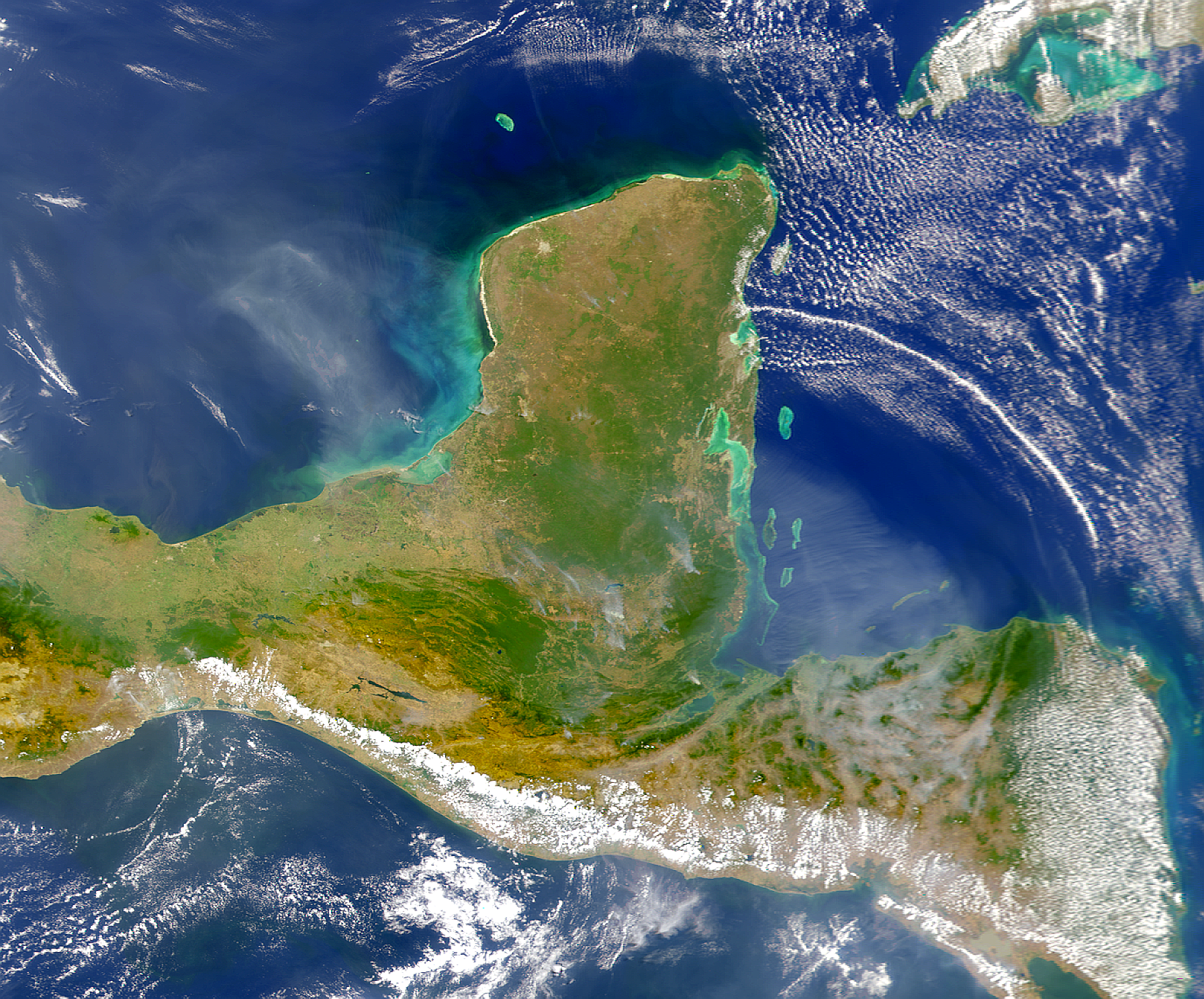
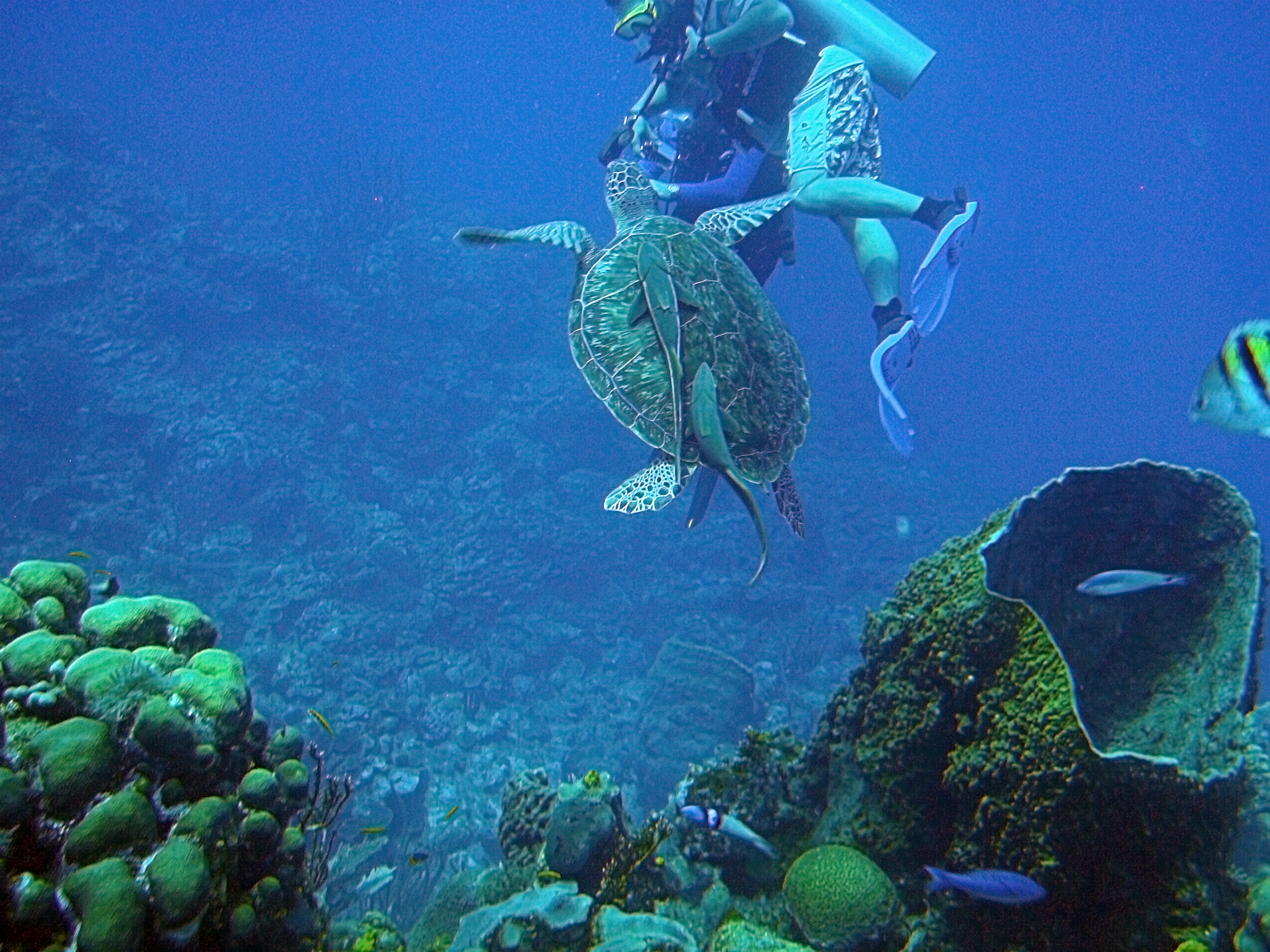
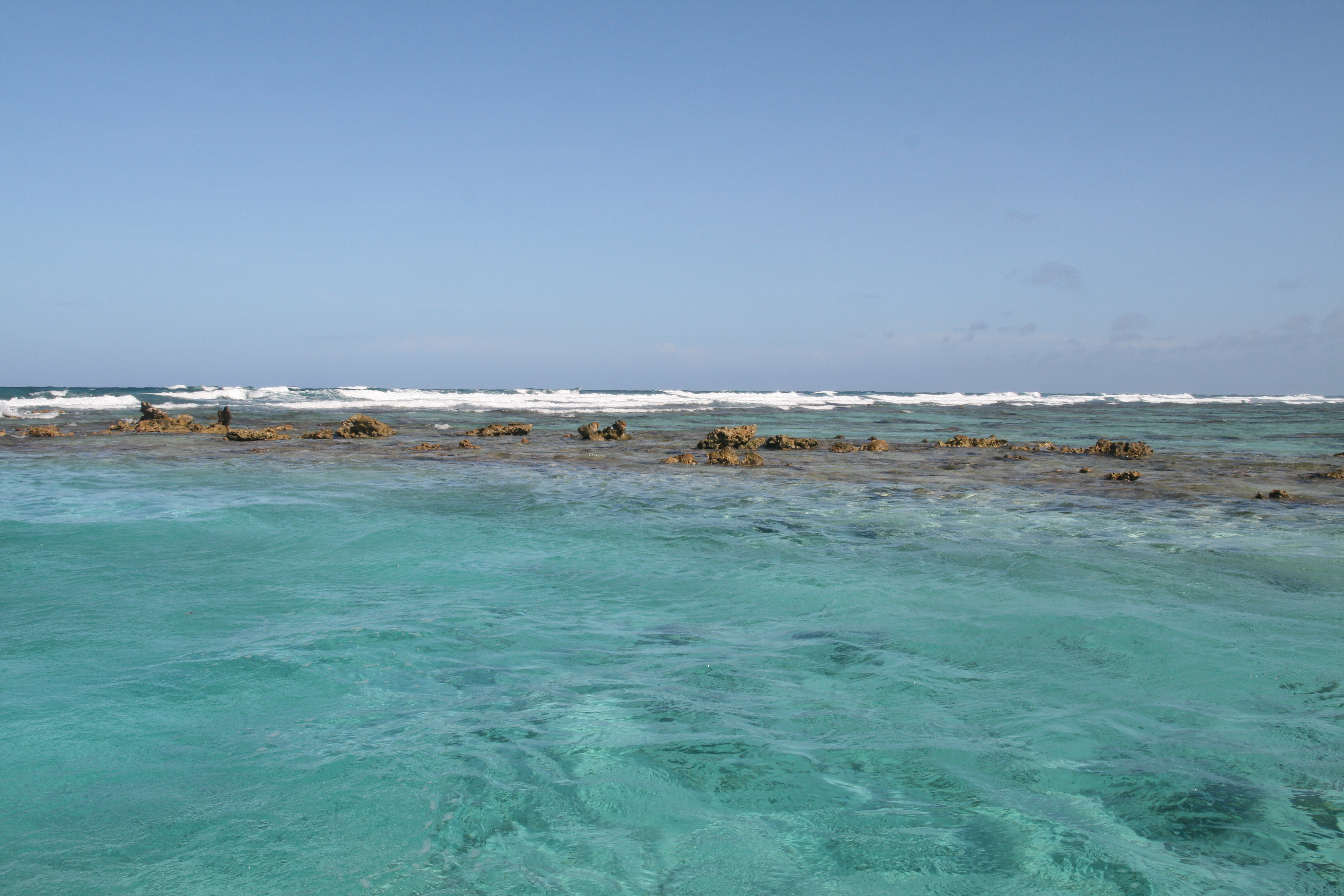
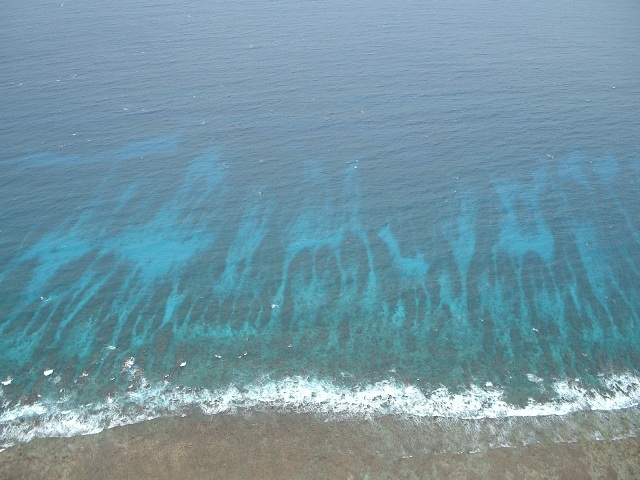
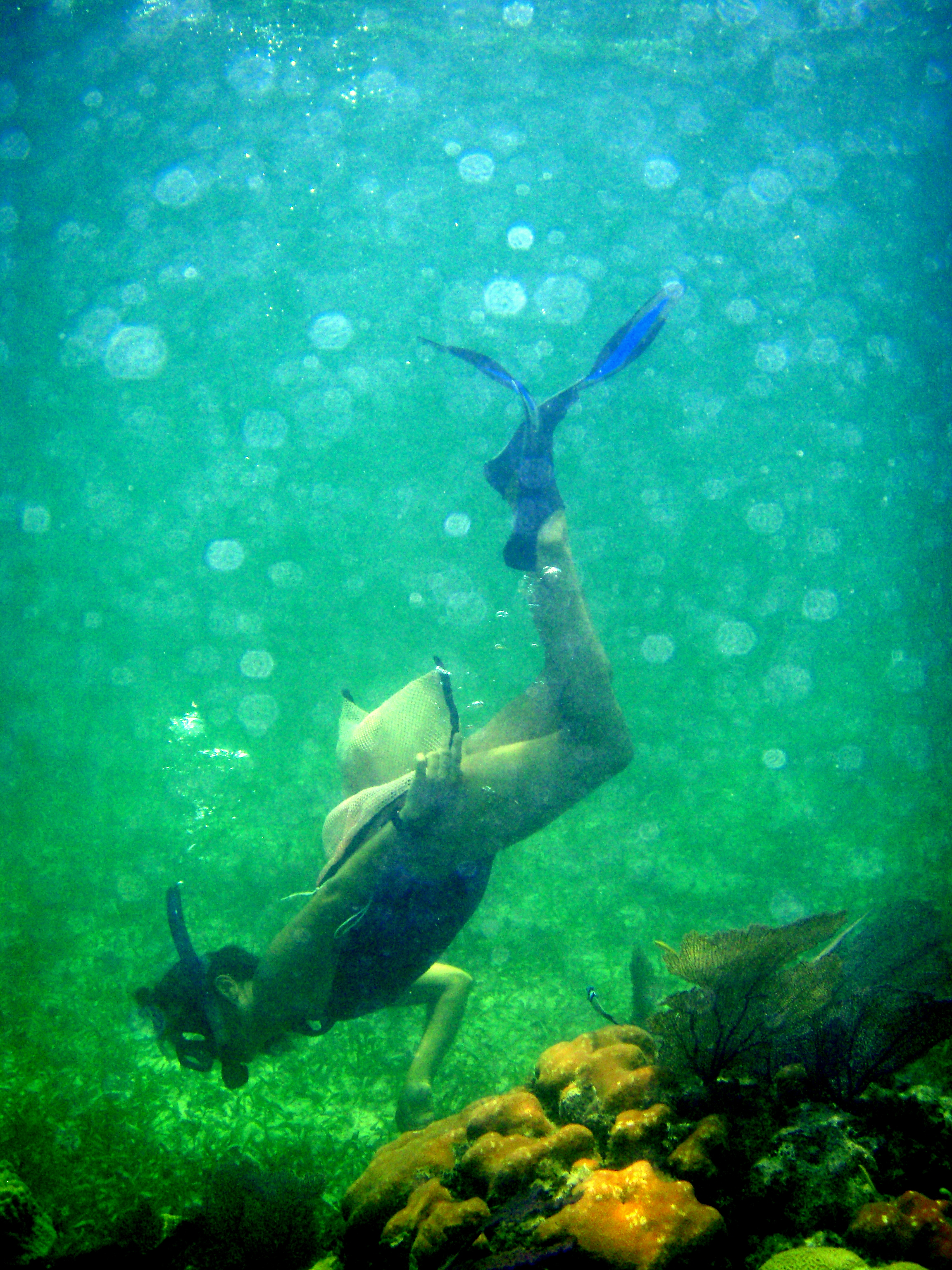
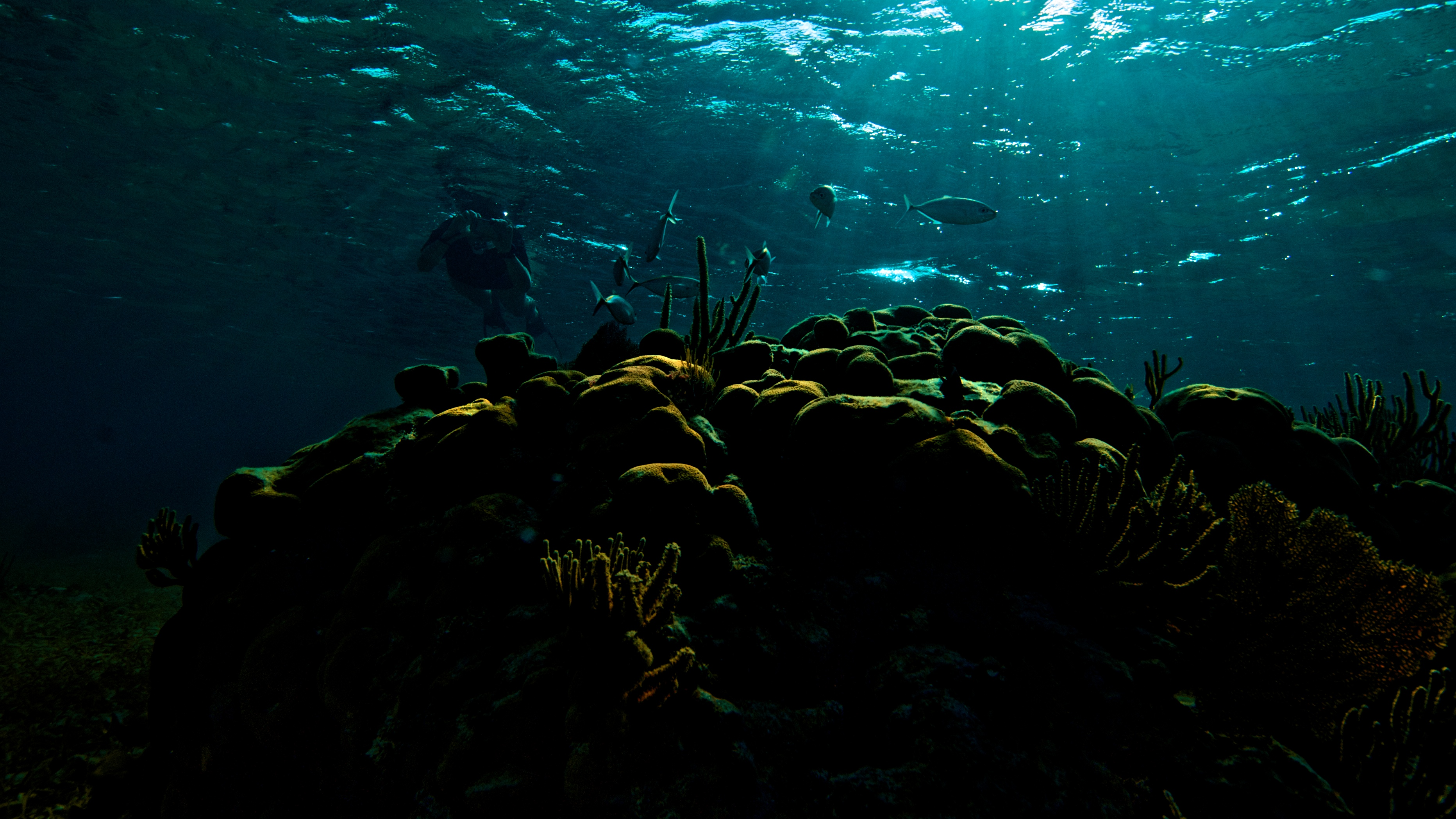